# 구름 (희극)

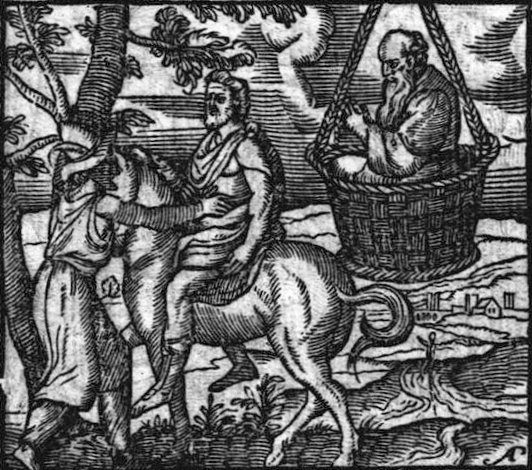
바구니에 담긴 소크라테스. 희극 구름의 한 장면. (1564년 또는 이전)

구름(Νεφέλαι / Nephelai)은 아리스토파네스가 쓴 고대 아테네의 희극이다. 기원전 423년경(도시 디오니소스제 때)에 쓰여졌다. 소피스트들을 풍자하는 내용을 담고 있으며, 철학자 소크라테스가 등장한다.

## 줄거리
빚쟁이 시골 신사는, 승마에 빠져있는 아들에게 소피스트들의 도장에서 궤변을 배워오라고 권유한다. 하지만 게으른 아들은 아버지가 말하는 것을 듣지 않는다.
부득이하게 신사 본인이 도장으로 향해 간다. 그리고 사태는 생각하지 못한 방향으로 전개되는데…….